# Phénomène entoptique du fond bleu

Simulation du phénomène entoptique du fond bleu. La main sert ici d'échelle pour la taille des points.

Le phénomène entoptique du fond bleu est un phénomène entoptique (un phénomène visuel dont la source est l’œil lui-même) caractérisé par l'apparition de petits points brillants dans le champ visuel, qui se déplacent rapidement et en ondulant, en particulier lorsque l'on regarde un fond bleu lumineux comme le ciel. Les points sont visibles chacun pendant une seconde ou moins et parcourent de petites distances en  zigzagant d'une manière qui semble aléatoire. Certains points suivent le même chemin que des points précédents. Les points prennent parfois une forme allongée comme de petits vers le long de leur chemin. La vitesse des points varie avec le pouls, accélérant brièvement entre chaque battement du cœur. Les points apparaissent au centre du champ visuel, dans les 15 degrés du point fixé. L’œil droit et l’œil gauche voient des points différents.
La plupart des gens sont capables de percevoir ce phénomène lorsqu'ils regardent le ciel, bien que cela puisse être assez discret, et peu de personnes le remarquent si l'on ne leur demande pas d'y prêter attention. Les points sont particulièrement visibles sur un fond bleu monochromatique.
L'ophtalmologue allemand Richard Scheerer a été le premier à attirer l'attention clinique sur ce phénomène en 1924.

## Explications du phénomène

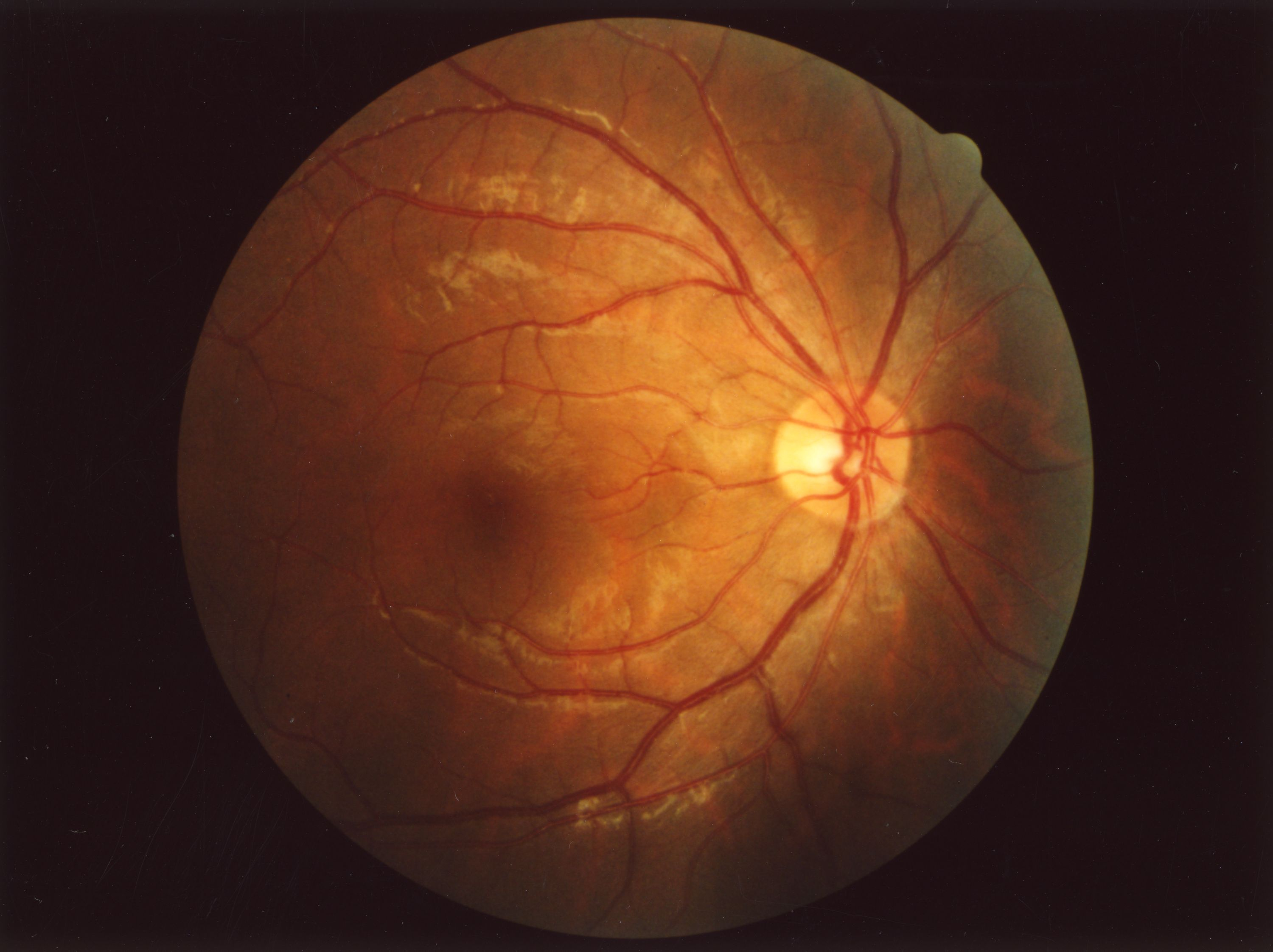
Fond d’œil montrant les vaisseaux devant la rétine. Les globules blancs y circulant sont au cœur du phénomène entoptique du fond bleu.

Les points perçus sont en fait des globules blancs circulant dans les capillaires situés devant la rétine de l’œil. La lumière bleue est absorbée par les globules rouges qui remplissent les capillaires. L’œil et le cerveau appliquent une correction en supprimant les ombres créées par les capillaires, en partie grâce à une adaptation visuelle à l'obscurité des photorécepteurs situés sous les capillaires. Les globules blancs, qui sont plus larges mais plus rares que les globules rouges et n'absorbent pas la lumière bleue, apparaissent alors comme de petits points lumineux. Les points peuvent paraitre allongés car les globules blancs peuvent avoir un diamètre plus grand que les capillaires et se déforment alors lors de leur passage. Les globules rouges s'entassant derrière un globule blanc peuvent donner l'impression d'une petite queue noire à la suite du point blanc. Ce comportement des cellules sanguines dans les capillaires de la rétine a été observé chez des sujets humains grâce à l'ophtalmoscopie à balayage laser. Les points n'apparaissent pas en plein milieu du champ visuel, car il n'y a pas de vaisseaux au niveau de la fovéa.

## Entoptoscopie du fond bleu
Le phénomène entoptique du fond bleu peut être utilisé afin d'estimer la vitesse de la circulation sanguine dans les capillaires de la rétine. Le patient ou la patiente doit alors comparer et calibrer les points mobiles d'une image générée par ordinateur avec les points perçus lorsqu'il ou elle regarde une lumière bleue.

## Différence avec d'autres phénomènes entoptiques
Le phénomène entoptique du fond bleu peut être aisément distingué des corps flottants du vitré. Dans le premier cas, les points perçus sont de petits corps tous de même diamètre et sont relativement nets et plus brillants que l'arrière plan. Si les yeux bougent, les points suivent le mouvement de manière simultanée, car les vaisseaux sont directement liés à la rétine. Par contraste, les corps flottants sont des points ou des fils de diamètre et de netteté variable, certains ayant des formes complexes, et sont plus sombres que l'arrière plan. Si l’œil bouge, les corps flottants suivent le mouvement avec un léger décalage, car ils sont situés dans l'humeur du vitré, qui est sujette à l'inertie.
Le phénomène entoptique du fond bleu peut aussi être distingué de la neige visuelle car il n'apparait que lorsque l'on regarde un fond lumineux, alors que la neige visuelle est présente de manière constante dans toutes les conditions de luminosité, y compris dans la pénombre.